# Rosa Maria Bauzà Colom
Rosa Maria Bauzà Colom (18 de desembre de 1976) és una advocada i política mallorquina, diputada al parlament de les Illes Balears en la VIII Legislatura.
Llicenciada en dret, de 2002 a 2006 va treballar per a la Banca March i des de 2006 pel Barclays Bank. En agost de 2011 va substituir en el seu escó Antònia Maria Perelló Jorquera, escollida diputada a les eleccions al Parlament de les Illes Balears de 2011. De 2011 a 2015 ha estat secretària de la Comissió d'Economia i de la Comissió de control sobre la Radiotelevisió de les Illes Balears.